# Ка Мело (Ровиго)
Ка Мело је насеље у Италији у округу Ровиго, региону Венето.
Према процени из 2011. у насељу је живело 121 становника. Насеље се налази на надморској висини од -5 м.